# 真夏のオリオン (INFINITY16の曲)
「真夏のオリオン」（まなつのオリオン）は、日本の音楽グループINFINITY16の2枚目のシングルである。2007年8月29日発売。発売元はFar Eastern Tribe Records。

## 収録曲
1. 真夏のオリオン welcomez MINMI, 10-FEET
作詞・作曲：INFINITY16・MINMMI・TAKUMA、編曲：INFINITY16・TAKA"BLOOD"I
2. ごきげんサンバ welcomez GOKI
作詞・作曲：INFINITY16・GOKI、編曲：INFINITY16・TAKA"BLOOD"I
3. ドキドキサマー welcomez 笑連隊
作詞・作曲：INFINITY16・笑連隊、編曲：INFINITY16・TAKA"BLOOD"I
4. 真夏のオリオン [inst]
5. ごきげんサンバ [inst]
6. ドキドキサマー [inst]

## 収録アルバム
- オリジナル『Foundation Rock』（2007年12月12日）
- MINMI『MINMI BEST 2002-2008』（2008年6月4日）